# Kertesziomyia nebulipennis
Kertesziomyia nebulipennis är en tvåvingeart som först beskrevs av Meijere 1914.  Kertesziomyia nebulipennis ingår i släktet Kertesziomyia och familjen blomflugor. Inga underarter finns listade i Catalogue of Life.